# Phare de Lacre Punt
Le phare de Lacre Punt est un phare actif situé au sud-ouest de la ville de Kralendijk (Bonaire), Territoire néerlandais d'outre-mer des Pays-Bas. 
Il est géré par la Bonaire Port Authority à Kralendijk.

## Description
Ce phare est une tour cylindrique  en maçonnerie, avec une galerie et une balise solaire de 21 m de haut, proche d'une ancienne maison de gardien en ruine. Le phare est peint blanc avec quatre bandes rouges verticales étroites. Il émet, à une hauteur focale de 23 m, un bref éclat blanc de 0.1 seconde par période de 9 secondes. Sa portée est de 14 milles nautiques (environ 26 km) .
Identifiant : ARLHS : NEA-012 - Amirauté : J6411 - NGA : 110-16100 .

## Caractéristique dufeu maritime
Fréquence : 9 secondes (W)
- Lumière : 0.1 seconde
- Obscurité : 8.9 secondes

|          |
| Le phare |

|                              |
| L'ancienne maison de gardien |

### Lien connexe
- Liste des phares du Territoire néerlandais d'outre-mer
- List of lighthouses in Bonaire (en)